# Repostero mayor del rey
El repostero mayor del rey era un oficial de la Casa real encargado, durante la Baja Edad Media, del «repuesto o depósito» donde, en arcones o cofres, se guardaban los objetos personales del rey junto con todos aquellos que este le entregara para que los vigilara.

## Historia
En la Primera Crónica General, como señaló Jaime de Salazar y Acha, se menciona que un individuo llamado Venito Pérez era el repostero mayor del rey Alfonso VI de León, aunque fue en el reinado de Alfonso X de Castilla, y concretamente en 1262, cuando un ricohombre castellano, Enrique Pérez de Arana, que llegó a ser adelantado mayor del reino de Murcia y contaba, según dicho historiador, con la «máxima confianza» del monarca, aparece ocupando el cargo de repostero mayor del rey.
Hay constancia de que el salario de los reposteros mayores del rey ascendía a 12.000 maravedís anuales, siendo dicha suma, según Salazar y Acha, equivalente a la que percibían el ballestero mayor del rey y su maestresala, y si alguien asesinaba al repostero mayor, sufría la misma pena que si hubiera dado muerte a uno de los alcaldes del rey.

## Reposteros menores
En la segunda mitad del siglo XIV había cuatro clases de reposteros menores que actuaban a las órdenes del repostero mayor del rey:
- Repostero de camas. Eran personas que gozaban de toda la confianza del rey, y desde que este se levantaba hasta que se iba a dormir, se mantenían siempre a su vista. Entre otras funciones, eran los encargados de custodiar las puertas de su aposento a lo largo del día.[5]
- Repostero de estrados y mesa. Se encargaban de preparar y custodiar el mobiliario usado en las comidas del rey o en sus apariciones públicas, y disponían la colocación de la mesa del monarca y también los cojines, sillones, alfombras o doseles que se necesitaran.[6]
- Repostero de plata. El camarero del rey era el encargado de custodiar los objetos de plata y la vajilla del monarca, aunque ese oficial la ponía en manos de estos reposteros para que la depositaran en el aparador. Los objetos más valiosos o de importancia se custodiaban bajo llave y los trasladaban a otro lugar cuando se necesitaban, pero previa expedición de un recibo.[7]
- Repostero de capilla. Era el encargado de preparar los estrados, los cortinajes y los sitiales del monarca o de su familia cuando asistían a misa o a cualquier otra celebración litúrgica, y cuando estas finalizaban, eran los responsables de llevar todos esos objetos a la Cámara real.[8]